# Ethan Cutkosky
Ethan Francis Cutkosky (St. Charles, 19 agosto 1999) è un attore e cantante statunitense, noto per il ruolo di Carl Gallagher in Shameless.

## Biografia
Ethan è nato a Campton Hills, nell'Illinois, unico figlio di Yvonne Cabrera Cutkosky, un'insegnante di origine messicana, e David Cutkosky, un ingegnere di software per computer. Ha frequentato la Bell Graham Elementary School a Campton Hills e la Thompson Middle School, a St. Charles. Ha infine terminato gli studi alla St. Charles East High School.
Attualmente risiede a Los Angeles, dove ha cominciato a dedicarsi anche alla musica.

## Carriera
Cutkosky ha iniziato come soggetto di servizi fotografici pubblicitari all'età di quattro anni, per volontà della madre. Dopo alcune pubblicità ha iniziato a fare audizioni per ruoli cinematografici e televisivi. Ha ottenuto il suo primo ruolo interpretando Carl con Vince Vaughn nella commedia natalizia Fred Claus - Un fratello sotto l'albero, nel 2007, all'età di sette anni. L'anno successivo ha avuto un ruolo minore nel film horror Il mai nato, dove ha avuto l'opportunità di recitare al fianco di Gary Oldman. Ha partecipato anche al film Conviction, uscito nelle sale nel 2010.
Nel 2009 Ethan è stato selezionato per interpretare Carl Gallagher nella serie televisiva prodotta da Showtime,Shameless, i cui protagonisti sono Emmy Rossum e William H. Macy. La serie è andata in onda per 11 stagioni fino al 2021 ed è attualmente la serie con sceneggiatura originale più longeva nella storia del network.
Nel 2013 ha recitato in un episodio della serie televisiva Law & Order: Unità Speciale, dove ha interpretato lo psicopatico adolescente Henry Mesner, ruolo che ha ripreso in un episodio della serie nel 2021. Sempre nel 2021 ha preso parte alle riprese del film Going Places, con Alysia Reiner, Mimi Kennedy, Spence Moore II e Chloe East.

## Filmografia

### Cinema
- Fred Claus - Un fratello sotto l'albero (Fred Claus), regia di David Dobkin (2007) - Non accreditato
- Il mai nato (The Unborn), regia di David Dobkin (2009)
- Conviction, regia di Tony Goldwyn (2010)
- Alex/October, regia di Josh Hope (2021)
- Going Places regia di Max Chernov (2025)
- Un tipo imprevedibile 2 regia di Kyle Newacheck (2025)

### Televisione
- Shameless - serie TV, 134 episodi (2011-2021)
- Law & Order: Unità Speciale  (Law & Order: Special Victims Unit) - serie TV, episodi 14x19 e 22x14 (2013, 2021)
- Power - serie TV, 1 episodio (2020)

## Doppiatori italiani
- Francesco Ferri in Shameless

## Discografia

### Singoli
- 2020 – Alone
- 2020 – Comprehend
- 2021 – Wondering
- 2021 – Erase Me (con Josh Lambert)

come Ekat19
- 2023 – Falling Deep
- 2023 – Anyway
- 2023 – Out Of !t
- 2023 – Get Away
- 2023 – Possessive
- 2024 – Out My Way
- 2024 – Diamonds
- 2025 – Jet_Lag